# Stadio Generale Gaeta
Lo stadio Generale Gaeta è un impianto sportivo di Enna, ed è attualmente utilizzato per le partite interne dell'Enna Calcio, inoltre, esso è dotato di attrezzature per l'allenamento, di una pista esterna, tribuna coperta con capienza di 800 posti e una curva scoperta con 600 posti.
La struttura è dedicata a Giuseppe Gaeta (1896-1951), generale dell'Aeronautica nato a Enna.